# Cecily Giles
Cecilia Elspeth Giles (Dumfries, 18 de septiembre de 1922 - Edimburgo, 19 de abril de 2020) fue una administradora universitaria y criptoanalista británica que trabajó en Bletchley Park durante la Segunda Guerra Mundial.

## Biografía
Giles nació en Dumfries, Escocia, y era hija de Falconer Giles, profesor de Historia Antigua Griega y Romana, y su esposa. Estudió en el colegio femenino St Trinnean's y luego en el Queen Margaret's de Scarborough. Le gustaba este colegio y permaneció en la asociación de antiguas alumnas como vicepresidenta honoraria.
Estudió Historia en la Universidad de Edimburgo y, mientras estaba en la universidad, fue invitada a asistir a una entrevista para un puesto de trabajo no especificado. La entrevista fue en Londres y allí se enteró de que la estaban contratando para trabajar en Bletchley Park. Fue entrevistada por el Director de Inteligencia Militar. Ailsa Maxwell, compañera de estudios en la Universidad de Edimburgo, aceptó una oferta similar.

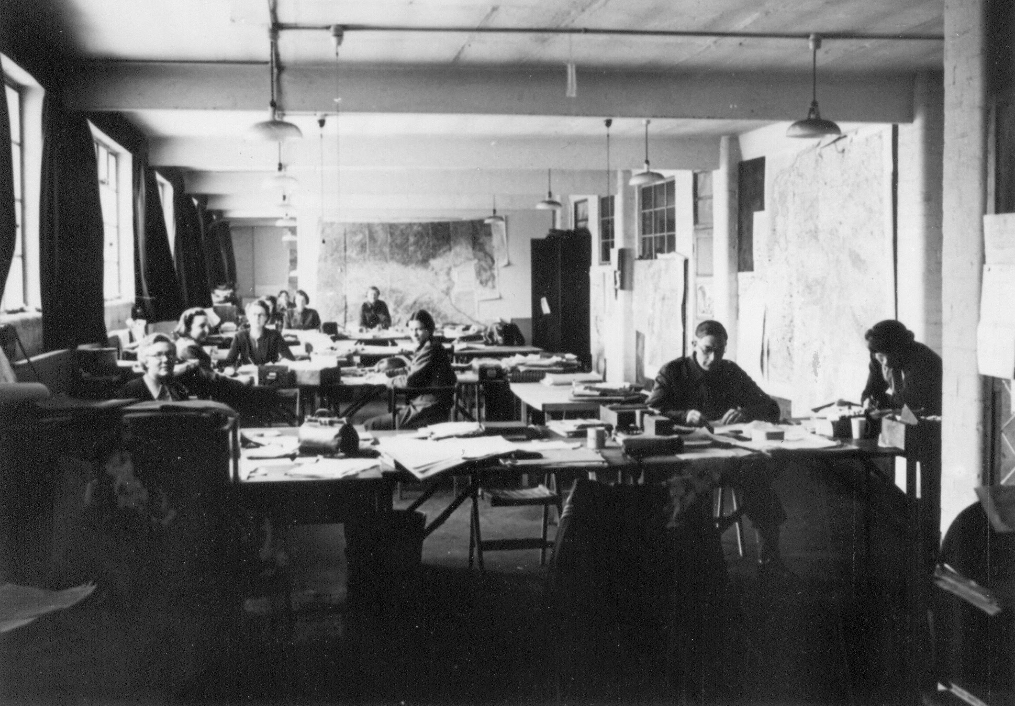
El equipo de SIXTA en Bletchley Park (nombres desconocidos)

Giles se alistó en una unidad del Servicio Territorial Auxiliar adscrita al Cuerpo de Inteligencia. Realizó un curso de seis semanas sobre criptografía y la máquina Enigma, y fue la mejor de su clase. Trabajó en la Sección Militar SIXTA del ATS analizando los mensajes que los criptógrafos habían descifrado. Tras firmar la Ley de Secretos Oficiales, nunca habló de sus actividades en tiempos de guerra.
Al final de la guerra fue trasladada a Eastcote, en Londres, donde se estaba formando el GCHQ. La nueva unidad estaba formada por expertos en el descifrado de códigos como ella, que habían trabajado en el Reino Unido, y por otros que regresaban del frente. En 1946 abandonó la unidad y volvió a trabajar en la Universidad de Edimburgo. Visitó a su hermano en África y durante un año académico trabajó en la Universidad de Jartum, ayudando en tareas administrativas. Regresó a la Universidad de Edimburgo, donde pasó el resto de su carrera organizando su administración.
En 2017 fue vicepresidenta honoraria de la Asociación de Estudiantes de la Universidad de Edimburgo. Giles falleció en Edimburgo en 2020 a la edad de 97 años.

## Reconocimientos
En 1984 Giles recibió el galardón de Comendador de la Orden del Imperio Británico (CBE), en reconocimiento a su labor pública y política.